# André Minangoy

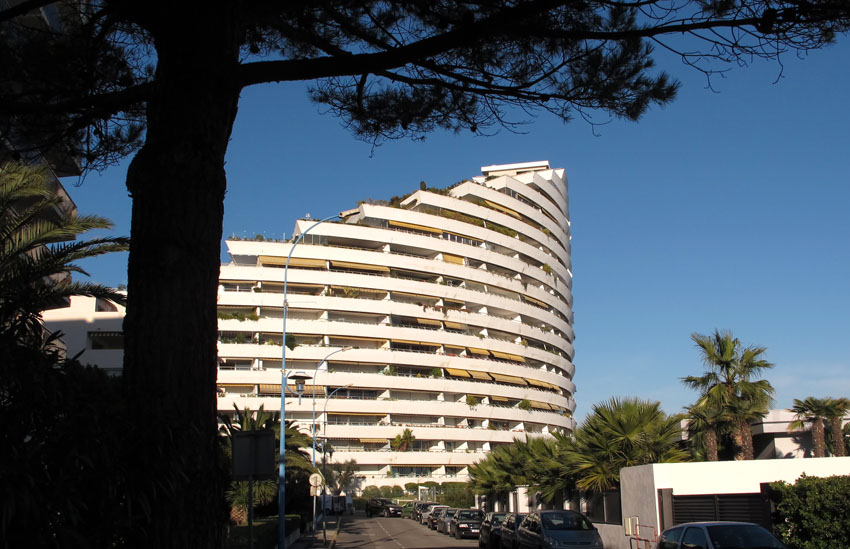
Marina Baie des Anges

André Minangoy (1904-1985) est un architecte français. Il a notamment œuvré dans les Alpes-Maritimes, profitant des Trente Glorieuses qui ont touché la Côte d'Azur. Son œuvre la plus célèbre est Marina Baie des Anges, à Villeneuve-Loubet.
Mais il a également réalisé d'autres résidences de standing :
- le Séréna, dans le quartier de Cimiez à Nice
- le Marly, 104 bd de la Croisette à Cannes
- le Chantilly, sur le front de mer de Cagnes-sur-Mer
- le Domaine de Pierre Longue, à Cannes, qui évoque fortement son œuvre "principale"
- Le Vista Palace à Roquebrune-Cap-Martin
- La Vague de Saint Paul (Vence)

Et sites remarquables :
- Mougins le Haut, sur la commune de Mougins

## Odonymie
- Rond-Point André Minangoy (Mougins)

## Article connexe

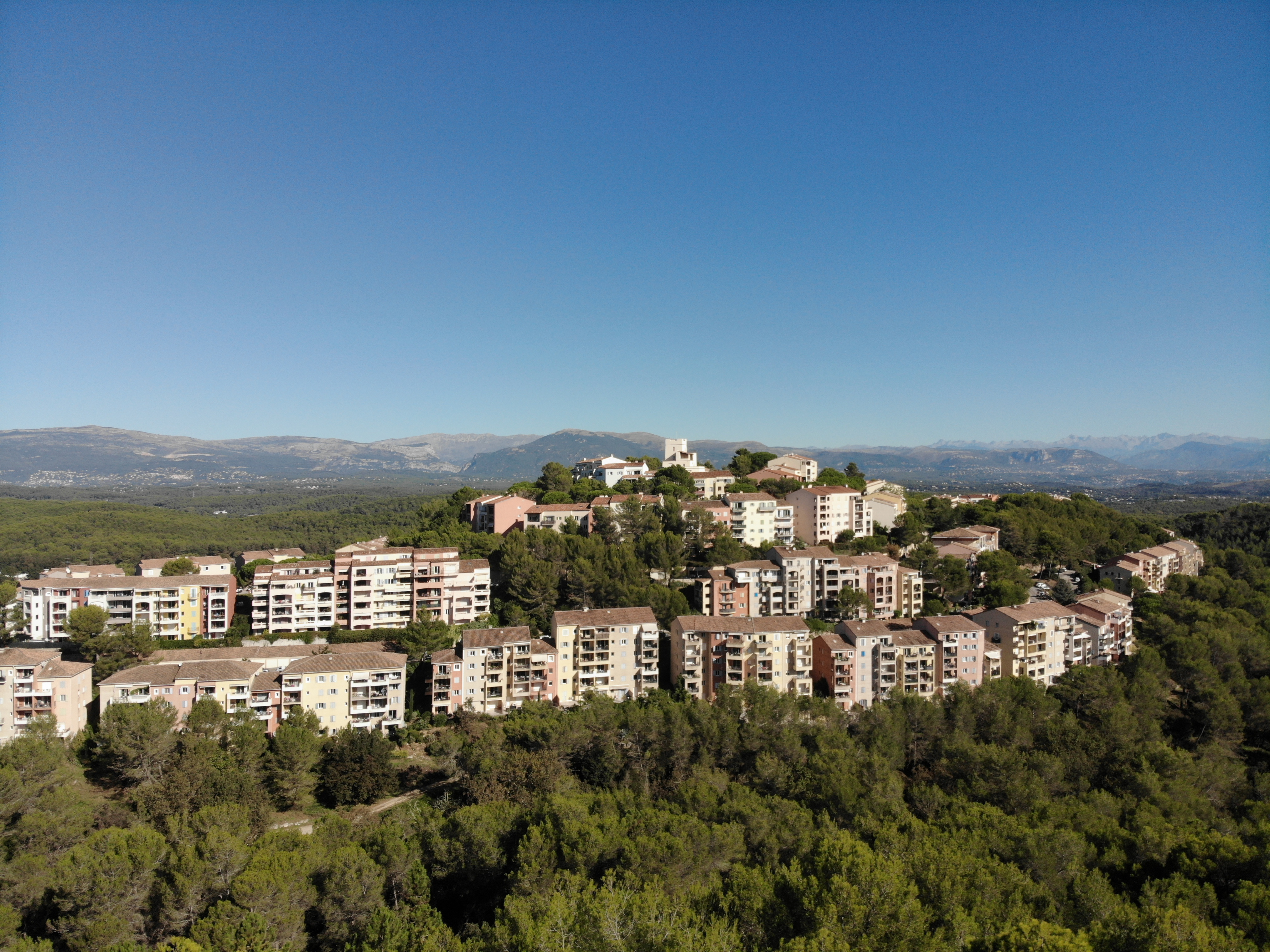
Site de Mougins-le-Haut, à Mougins